# Кавальер (аэропорт)
Муниципальный аэропорт Кавальер (англ. Cavalier Municipal Airport), (FAA LID: 2C8) — государственный гражданский аэропорт, расположенный в 1,6 километрах к юго-западу от центрального делового района города Кавальер (Северная Дакота), США.

## Операционная деятельность
Муниципальный аэропорт Кавальер занимает площадь в 57 гектар, расположен на высоте 271,9 метров над уровнем моря и эксплуатирует одну взлётно-посадочную полосу:
- 16/34 размерами 1006 х 18 метров с асфальтовым покрытием.

За период с 1 июля 1998 года по 1 июля 1999 года Муниципальный аэропорт Кавальер обработал 2750 операций взлётов и посадок самолётов (в среднем 92 операции ежемесячно), из них 95 % пришлось на авиацию общего назначения, 4 % — на рейсы аэротакси и 1 % составили рейсы военной авиации.